# Addio Miss Marple
Addio, Miss Marple (titolo originale Sleeping Murder: Miss Marple's Last Case) è un romanzo scritto da Agatha Christie e pubblicato postumo nell'ottobre 1976, pochi mesi dopo la morte dell'autrice, anche se non l'ultimo in ordine di scrittura. La storia, ambientata nel 1944, ha per protagonista il popolare personaggio di Miss Marple, che aiuta una giovane coppia a riscoprire gli eventi nel passato della moglie, e soprattutto a non lasciar un omicidio impunito. Una bozza dell'opera fu approntata durante il Blitz tedesco nel 1940.

## Trama
La bella e giovane Gwenda Reed è appena giunta in Inghilterra dalla Nuova Zelanda in qualità di fresca sposa, ed è in cerca di una casa da comprare, in attesa che anche il marito, ancora trattenuto per lavoro nel luogo d'origine, la raggiunga. Sbarcata a Plymouth, ella inizia a girare per l'Inghilterra meridionale e giunge a Dillmouth, dove s'innamora a prima vista di una casa, Hillside, che è in vendita. La visita e l'acquista, ma da questo momento iniziano le strane coincidenze e Gwenda comincia a credere di avere facoltà da sensitiva perché le sembra di conoscere già la casa, intuendone varie caratteristiche anche passate: le scale che portano in giardino, la presenza di una porta di comunicazione, la vecchia carta da parati poi sostituita e così via. Spaventata, ella si sposta a Londra ospite di Raymond e Joan West (nipoti di Miss Marple). 
Una sera, durante una rappresentazione de La duchessa di Amalfi di John Webster, Gwenda sente la battuta «Copritele il volto, ho gli occhi abbacinati; è morta giovane», fugge dal teatro urlando terrorizzata. Più tardi, la giovane racconta a Miss Marple che quando ha sentito quelle parole le è sembrato di guardare attraverso la ringhiera la faccia bluastra e morta di "Helen", mentre qualcuno ripeteva la stessa citazione, ne consegue che le sembra di impazzire, anche perché ella afferma di non aver mai conosciuto nessuno che si chiamasse Helen. Miss Marple suggerisce che la spiegazione più semplice di questi fenomeni è che si tratti di ricordi: forse la ragazza si sta ricordando un fatto a cui ha assistito quando era molto piccola, e forse aveva già vissuto in quella casa. Gwenda è convinta di non essere mai stata in Inghilterra, ma alcune incongruenze nei suoi ricordi d'infanzia la inducono a chiedere maggiori informazioni alla zia neozelandese, che l'ha allevata; scopre così che Miss Marple ha ragione: dopo la morte della madre, il padre, Kelvin Halliday, l'aveva portata con sé in Inghilterra, ma poi, forse consapevole di essere malato, l'aveva fatta accompagnare dalla zia ed era morto poco dopo.
Indagando ulteriormente, Gwenda, ora affiancata dal marito, scopre che, durante questa breve parentesi inglese, ella aveva effettivamente vissuto a Hillside con il padre e con una giovane matrigna, Helen, che, a quanto si racconta in paese, aveva abbandonato il marito fuggendo con un altro uomo. La giovane coppia capisce allora che ci potrebbe essere un crimine da svelare. Dopo aver cercato invano di convincerli a lasciar perdere, Miss Marple si fa prescrivere dal suo medico alcuni giorni di cura a Dillmouth e si reca sul posto per aiutarli.
In breve i tre detective dilettanti individuano due anziani giardinieri che si ricordano della famiglia Halliday, e anche alcune delle persone di servizio che hanno lavorato per loro. Viene rintracciato inoltre il fratellastro di Helen, il dottor Kennedy, che sembra un uomo molto affezionato alla sorella e distrutto dalla sua fuga improvvisa. Ufficialmente Helen Halliday è scappata con uno dei suoi amanti e ha deciso di non farsi più viva con i suoi parenti, o comunque è morta. A riprova di ciò il dottor Kennedy mostra due lettere che Helen gli avrebbe inviato dopo la fuga, ma racconta anche che la malattia del padre di Gwenda era una forma di squilibrio mentale che gli faceva credere di aver ucciso la moglie e che lo porta al ricovero in ospedale e poi al suicidio. Poco convinti della versione ufficiale, i Reed e Miss Marple continuano quindi a indagare. 
I tre uomini nella vita di Helen al momento della sua scomparsa erano l'avvocato del luogo Walter Fane, l'operatore turistico J.J. Afflick e Richard Erskine, che risiede nel nord dell'Inghilterra. Pare che l'assassino debba essere uno di loro: erano tutti presenti, quella notte di agosto di diciotto anni prima, quando Helen presumibilmente era stata uccisa. 
A questo punto della narrazione, Lily Kimble, ex-domestica degli Halliday, legge sul giornale un annuncio pubblicato dai coniugi Reed, in cui vengono richieste informazioni su Helen, e, pensando che ci potrebbe ricavare dei soldi, contatta il dottor Kennedy per chiedergli un consiglio. Pensando però che la donna intenda ricattarlo, Kennedy le risponde dicendole di recarsi presso di lui, e allegandole precise istruzioni su come arrivare a casa sua. Poi l'aspetta lungo il sentiero isolato che viene dalla stazione, la strangola, le fruga in tasca, trova la propria lettera e la sostituisce con una copia che indica un orario diverso per l'appuntamento, quindi torna a casa fingendo di attendere l'arrivo della donna insieme a Giles e Gwenda, a cui aveva comunicato l'orario ingannevole.
Dopo la scoperta del cadavere di Lily Kimble, la polizia comincia a interessarsi al caso. Dal canto loro, i Reed capiscono che finché l'assassino sarà libero, la loro vita sarà in pericolo. Questa convinzione si rivelerà esatta: dopo aver tentato di avvelenare la coppia, il dottor Kennedy cerca di strangolare Gwenda, ma viene interrotto da Miss Marple e dall'arrivo della polizia, e arrestato. Infine Miss Marple ricostruisce tutta la vicenda. Helen era una giovane ragazza normalissima, non una ninfomane, che oscuramente avvertiva il disagio dell'attaccamento morboso del fratello. Dopo alcuni flirt senza importanza e un amore infelice con un uomo sposato, aveva conosciuto il padre di Gwenda e aveva deciso di sposarlo, informandone il fratello solo a cose fatte, perché intuiva che le avrebbe creato delle difficoltà. Ma anche così la vicinanza al fratello la metteva a disagio (fra l'altro il dottore somministrava di nascosto droghe al cognato), quindi aveva convinto Halliday a trasferirsi al nord. A questo punto Kennedy, vedendosi sfuggire la sorella, l'aveva strangolata, declamando il verso dalla tragedia di Webster udito da Gwenda. Non pago aveva fatto in modo che Halliday, con la mente già instabile per le droghe di Kennedy, si convincesse di avere ucciso la moglie e fosse rinchiuso in una casa di cura dato che il corpo non c'era nonostante quella convinzione, in quanto il cadavere era stato poi spostato dal dottore.

## Personaggi
- Miss Jane Marple, vecchietta in gamba, eccentrica e sorprendente
- Gwenda Reed Halliday, giovane donna in cerca del proprio passato
- Giles Reed, marito di Gwenda Reed Halliday
- James Kennedy, medico a riposo
- Walter Fane, avvocato
- Jackie Afflick, uomo d'affari
- Richard Erskine, ufficiale in congedo
- Janet Erskine, moglie di Richard
- Edith Pagett, cuoca di casa Halliday
- Lily Kimble, cameriera di casa Halliday
- Ispettore Primer, ispettore del Dipartimento Investigativo Criminale

## Curiosità
- Romanzo pubblicato postumo (a differenza dell'ultimo romanzo di Poirot: Sipario), fu scritto quasi quarant'anni prima della pubblicazione. Pur essendo stato pubblicato per ultimo, il romanzo è ambientato dopo Il terrore viene per posta, infatti nel libro il colonnello Bantry è ancora vivo, mentre in Assassinio allo specchio, romanzo del 1962, la scrittrice afferma che il Colonnello Bantry era morto da alcuni anni.
- Il romanzo, come altri della Christie, contiene una citazione. Questa volta è tratta dalla Duchessa di Amalfi, una tragedia di Webster[1]:

- Non è il primo caso in cui si indaga su un delitto commesso anni prima. La scrittrice ha già affrontato lo stesso tema in altri romanzi, ovvero in Il ritratto di Elsa Greer, Nemesi, Gli elefanti hanno buona memoria, Le due verità, Giorno dei morti, Sento i pollici che prudono e Le porte di Damasco.

- L'adattamento televisivo del romanzo, dal titolo "Addio Miss Marple", è stato diretto nel 1987 da John Davies, con Joan Hickson nei panni dell'arguta vecchietta. Un'altra trasposizione televisiva del 2005, modificata nel contenuto rispetto al libro, vede come protagonista Geraldine McEwan diretta da Edward Hall.

## Edizioni italiane
- Addio, Miss Marple, traduzione di Diana Fonticoli, collana Il Giallo Mondadori n.1451, Milano, Arnoldo Mondadori Editore, novembre 1976. - Bergamo, Euroclub, 1986; I Classici del Giallo Mondadori n.498, febbraio, 1986, Collana Oscar Gialli n.175, Mondadori, 1988, ISBN 978-88-043-1473-8; Edizione illustrata e annotata, Collezione Agatha Christie, Milano, CDE, 1998; Collana Oscar Gialli, Mondadori, 2018, ISBN 978-88-047-0087-6.
- in Vita morte e miracoli di Miss Marple, a cura di Alberto Tedeschi e Stefano Benvenuti, Collana Omnibus Gialli, Milano, Mondadori, 1977; in Miss Marple, Milano, CDE, 1977. [contiene anche: La morte nel villaggio, Sette racconti]
- in Miss Marple. I delitti deliziosi, Introduzione e cura di Marco Amici, Collana Oscar Draghi, Milano, Mondadori, 2021, ISBN 978-88-047-3996-8.